# Fusconaia
Fusconaia је род слатководних шкољки, мекушаци из породице Unionidae, речне шкољке, пореклом из Северне Америке.

## Врсте
Врсте које су сада у оквиру рода Fusconaia:
- Fusconaia askewi (Marsh, 1896)
- Fusconaia barnesiana
- Fusconaia burkei (Walker in Ortmann & Walker, 1922)
- Fusconaia cor (Conrad, 1834)
- Fusconaia cuneolus
- Fusconaia escambia Clench & Turner, 1956
- Fusconaia flava (Rafinesque, 1820)
- Fusconaia lananensis
- Fusconaia masoni (Conrad, 1834)
- Fusconaia mitchelli (Simpson in Dall, 1895)
- Fusconaia ozarkensis (Call, 1887)
- Fusconaia subrotunda (I. Lea, 1831)
- Fusconaia succissa